# 세르게이 키로프

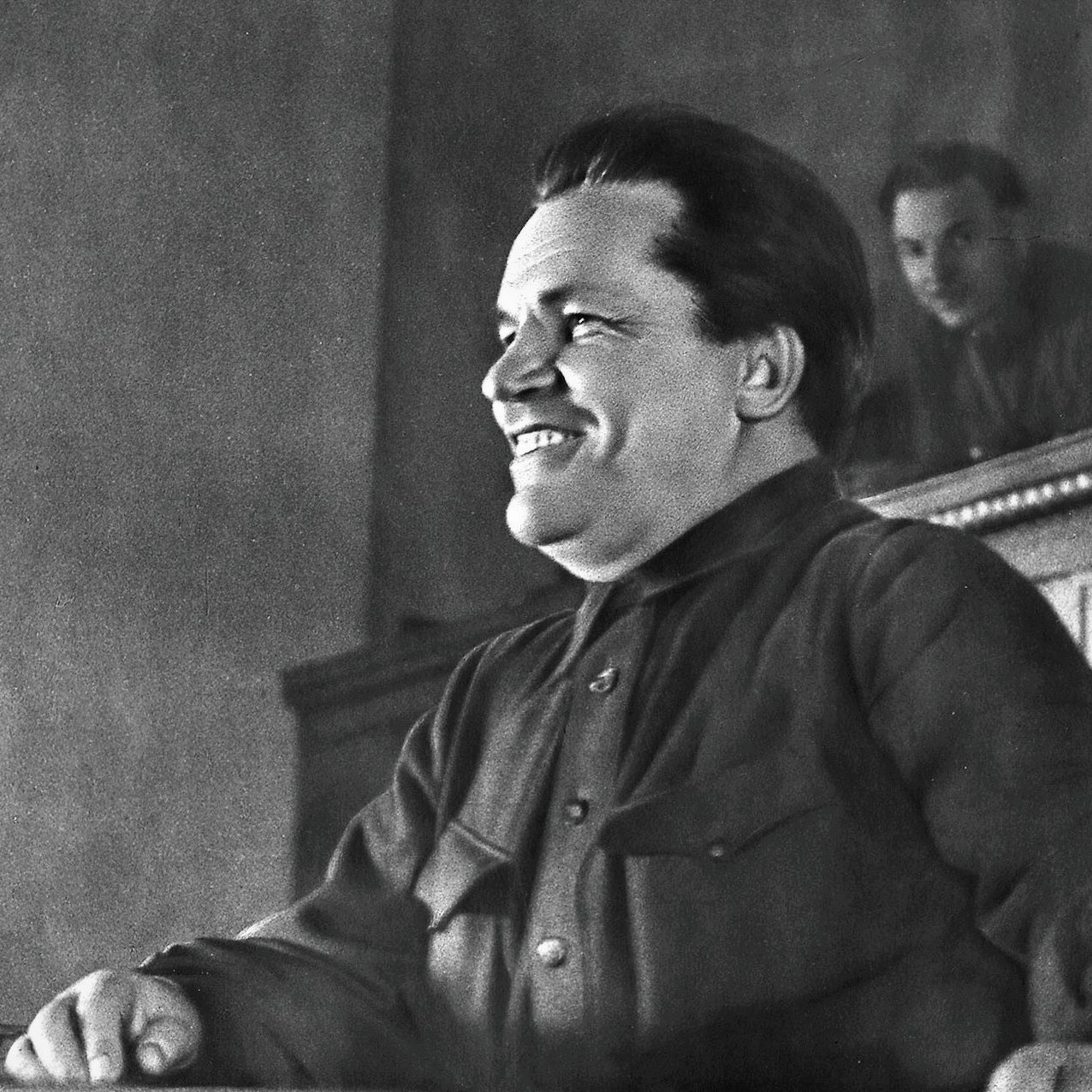
1934년의 세르게이 키로프

세르게이 미로노비치 키로프(러시아어: Серге́й Миро́нович Ки́ров, 본성: 코스트리코프·Ко́стриков, 1886년 3월 15일 ~ 1934년 12월 1일)는 소련의 정치인이자 러시아 혁명가였다. 키로프의 암살 여파로 대숙청이 일어났다. 키로프는 러시아의 공산주의 혁명가이자 러시아 사회민주노동당 볼셰비키의 주요 구성원이었다. 볼셰비키 혁명 이후 수립된 소련 정부의 지도자 블라디미르 레닌과 이오시프 스탈린을 적극적으로 지지하였으며, 초기부터 소련 공산당 중앙위원회 위원으로 근무하며 레닌그라드 지구당 제1서기, 아제르바이잔 공산당 제1서기, 소련 공산당 중앙위원회 정치국원 등 주요 당직을 지냈다.
1934년 12월 1일, 세르게이 키로프는 스몰니 연구소에 있는 자신의 집무실에서 레오니트 니콜라예프의 총에 맞아 살해되었다. 니콜라예프와 공범들은 재판에서 유죄 판결을 받았으며 최종적으로 사형을 선고받고 처형되었다.

## 같이 보기
- 적색 테러